# تاو² بزغاله
تاو² بزغاله یک ستاره است که در صورت فلکی بزغاله قرار دارد.